# 궁정 광대

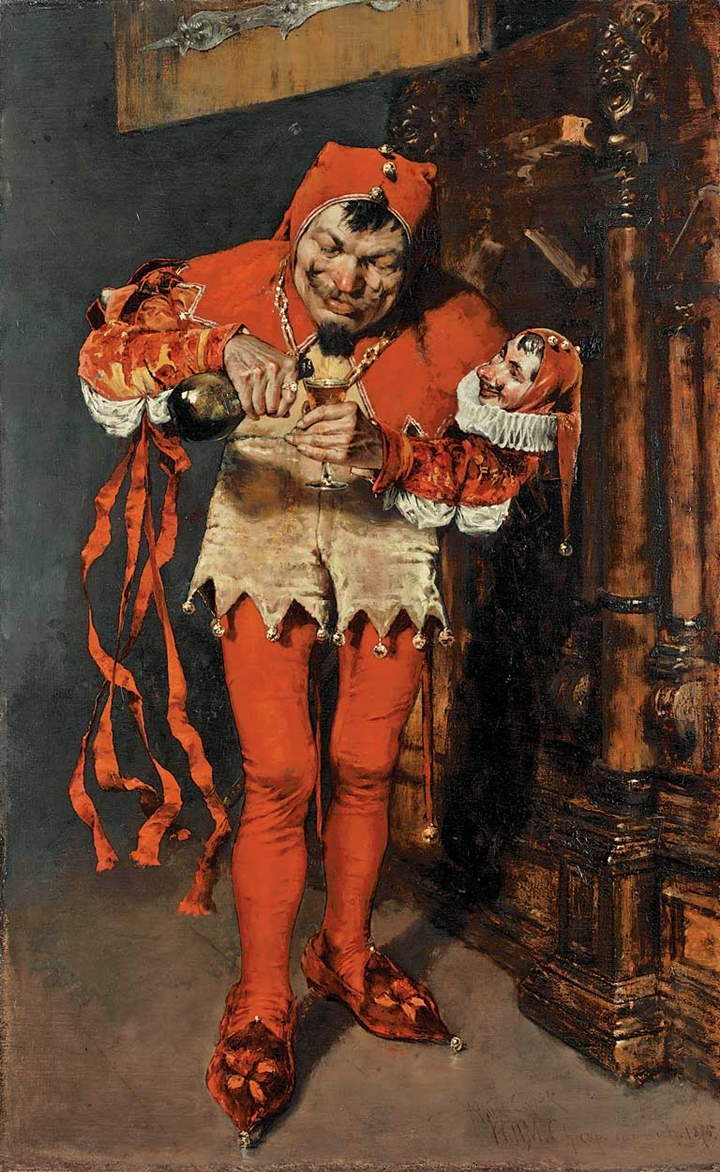
궁정광대

궁정광대(jester/court jester)는 중세 및 문예부흥기에 귀족이나 군주의 궁정에 고용되어 고용주 및 그 손님들의 오락에 봉사한 사람이다. 궁정 뿐 아니라 정기시나 시장판 같은 곳에서 평민들을 대상으로 공연하기도 했다. 중세 궁정광대들은 노래, 음악, 스토리텔링, 곡예, 저글링, 농담, 마술 등 다종다양한 엔터테인먼트를 구사하는 연예인이었다.
플레잉카드의 조커가 궁정광대를 묘사한 카드다.

## 같이 보기
- 광대
- 아를레키노
- 조커 (DC 코믹스)
- 레이 모모
- 트릭스터